# تتسو سودا
تتسو سودا (انگلیسی: Tetsuo Suda؛ زادهٔ ۱۶ ژانویهٔ ۱۹۴۸)مجری تلویزیون اهل ژاپن است.